# أندرو واتسون (لاعب كرة قدم)
أندرو واتسون (بالإنجليزية: Andrew Watson)‏ (1 يناير 1967 بهدرسفيلد في المملكة المتحدة - ) هو لاعب كرة قدم بريطاني في مركز الدفاع. لعب مع نادي إكزتر سيتي وهدرسفيلد تاون وMossley A.F.C. ‏ وWakefield F.C. ‏.